# 수정산터널
수정산터널(水晶山터널, Sungjungsan Tunnel)은 부산광역시 동구 좌천동과 부산진구 가야동을 연결하는 관문대로의 일부 구간으로서 기존 경로 이용시 30분이 걸리던 거리를 3분이내로 단축시켰으며, 원활한 항만 물류 수송이 가능해져 물류비용 절감 효과가 큰 터널이다.
터널 인근에 부산 도시철도 1호선 좌천역, 부산 도시철도 2호선 동의대역이 있다.

## 개요
기존 경로 이용 시 30분이 걸리던 거리를 불과 3분 이내로 단축시켰으며 원활한 항만 물류 수송이 가능해져 백양터널과 마찬가지로 물류비용 절감 효과가 나타났다. 따라서 백양터널과 마찬가지로 컨테이너 수송용으로 상당히 많이 지나다니는 터널이다.
정식 명칭은 수정산터널이며 줄여서 수정터널이라고 부른다. 현재 아직까지 도로 표지판에는 수정터널 이라 표기되어 있는 상태이다.
수정산터널의 주변에는 동의대학교가 있다.

## 시설
터널 내부는 자동제어설비 시스템에 의하여 조도, 교통량, 풍향 풍속, 일산화탄소의 농도 및 가시 거리 측정이 자동으로 이루어지고 있다.
주요 건물은 2개의 제연 설비와 1개의 관리 설비로 이루어져 있다. 터널 내부는 제연용 환풍기에 의해 최적 환기 상태를 유지하고 있어 터널내의 오염도(일산화 탄소 기준치 50 PPM)가 항상 기준치 이하로 관리된다.

## 역사
- 1997년 5월 : 착공
- 2001년 12월 : 완공
- 2015년 9월 1일 : 통행료 인상[1]

## 통행료
2015년 9월 1일 통행료가 인상되었다.
| 구분   | 통행료              | 통행료             |
| 구분   | 2015년 8월 31일까지 | 2015년 9월 1일부터 |
| ------ | ------------------- | ------------------ |
| 경차   | 400                 | 500                |
| 소형차 | 800                 | 1,000              |
| 중형차 | 1,200               | 1,500              |
| 대형차 | 1,200               | 1,500              |

## 자동차 전용도로
- 자동차 전용도로로 지정되어 있어 자전거, 보행자 등의 통행이 금지되어 있다. 이륜자동차(모터사이클 혹은 오토바이)의 경우 긴급자동차(싸이카 및 소방용 모터사이클 등)에 한해 통행이 가능하며 그 밖의 이륜자동차, 초소형전기자동차는 통행을 금지하고 있다.

## 규모
터널의 길이 2,330m의 편도 2차로(왕복 4차로) 쌍굴형식이다.

## 공원
수정터널 요금소 상부를 복개 공사하여 공원을 만들었다. 공원의 이름은 감고개공원으로 카페, 도서관 등이 설치되어있고 이 시설은 주민 자치로 운영된다. 공원 준공으로 터널 인근 아파트 단지 및 빌라 주민들의 터널 소음, 분진 등의 피해에 대해 어느정도 보상이 되었다.